# Marcel Bossi
Marcel Bossi (ur. 14 stycznia 1960) – piłkarz luksemburski grający na pozycji obrońcy. W swojej karierze rozegrał 63 mecze w reprezentacji Luksemburga.

## Kariera klubowa
Swoją karierę piłkarską Bossi rozpoczął w klubie Progrès Niedercorn. W sezonie 1977/1978 zadebiutował w jego barwach w pierwszej lidze luksemburskiej. W debiutanckim sezonie wywalczył z Progrèsem tytuł mistrza Luksemburga, a także zdobył Puchar Luksemburga. Po mistrzowski tytuł sięgnął także w sezonie 1980/1981. W sezonach 1978/1979 i 1981/1982 był z Progrèsem wicemistrzem kraju.
W 1989 roku Bossi przeszedł do Jeunesse Esch. Występował z nim przez trzy sezony. W 1992 roku wrócił do zespołu Progrès Niedercorn. Po sezonie 1993/1994 zakończył w nim swoją karierę.

## Kariera reprezentacyjna
W reprezentacji Luksemburga Bossi zadebiutował 10 września 1980 roku w przegranym 0:5 meczu eliminacji do MŚ 1982 z Jugosławią, rozegranym w Luksemburgu. W swojej karierze grał też w: eliminacjach do Euro 84, MŚ 1986, Euro 88, MŚ 1990, Euro 92 i MŚ 1994. Od 1980 do 1993 roku rozegrał w kadrze narodowej 63 mecze.